# Evangelos Lygeros
Evangelos Lygeros (29 de octubre de 1971) es un deportista canadiense que compitió en taekwondo. Ganó dos medallas en el Campeonato Panamericano de Taekwondo en los años 1998 y 2004.

## Palmarés internacional
| Campeonato Panamericano | Campeonato Panamericano          | Campeonato Panamericano | Campeonato Panamericano |
| Año                     | Lugar                            | Medalla                 | Categoría               |
| ----------------------- | -------------------------------- | ----------------------- | ----------------------- |
| 1998                    | Lima (Perú)                      | Medalla de plata        | –64 kg                  |
| 2004                    | Santo Domingo ( Rep. Dominicana) | Medalla de bronce       | –67 kg                  |